# Alfa Romeo GT Junior
Alfa Romeo GT Junior je dvoudveřové kupé poháněné řadovým čtyřválcem vyráběné italským výrobcem Alfa Romeo ve dvou základních variantách: Alfa Romeo GT 1300 Junior a Alfa Romeo GT 1600 Junior. Model Alfa Romeo GT 1300 Junior byl vyráběn v letech 1965–1974 a poté ještě v letech 1974–1976, ale to již pod pozměněným označením Alfa Romeo 1.3 GT Junior. Celkem se (pod obojím označením) vyrobilo 91 964 kusů tohoto vozu.
Alfa Romeo GT 1600 Junior byl vyráběn v letech 1972–1975, poté (obdobně jako nižší model) ještě v letech 1974–1976 pod pozměněným označením Alfa Romeo 1.6 GT Junior. Celkem se (pod obojím označením) vyrobilo 13 120 kusů tohoto vozu.

## Alfa Romeo GT 1300 Junior
Alfa Romeo GT 1300 Junior byl vstupním modelem kupé mezi vozy značky Alfa Romeo. Model byl představen v roce 1965 jako náhrada za do té doby vyráběný model Alfa Romeo Giulia Sprint 1300. GT 1300 Junior byl vybaven motorem o objemu 1290 cm³.
Menší motor byl vybrán záměrně proto, aby si kupující mohli dopřát kupé Alfa Romeo a zároveň se vyhnuli vyšším daním u modelů s větším objemem motoru, což platilo zejména pro domácí italský trh. Výkon (89 koní, 66 kW) byl proto ve srovnání s některými jinými vozy Alfa Romeo nižší. Nicméně maximální rychlost přes 160 km/h a zrychlení byly velmi dobré na vůz té doby s daným objemem motoru.
GT 1300 Junior byl ve výrobě více než deset let. Během tohoto období prošel různými změnami, později
byla řada úprav stejných jako u modelu s větším motorem. První GT 1300 Junior byly založeny na Giulia Sprint GT, s jednodušším interiérem. Hlavním vnějším poznávacím prvkem byla černá mřížka jen s jedním vodorovným chromovým pruhem.

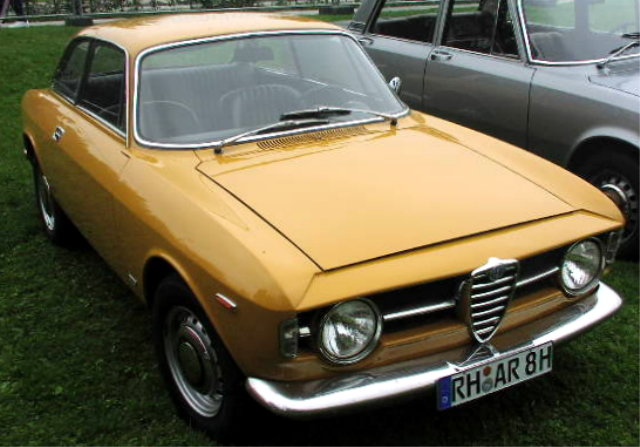
1968 Alfa Romeo GT 1300 Junior

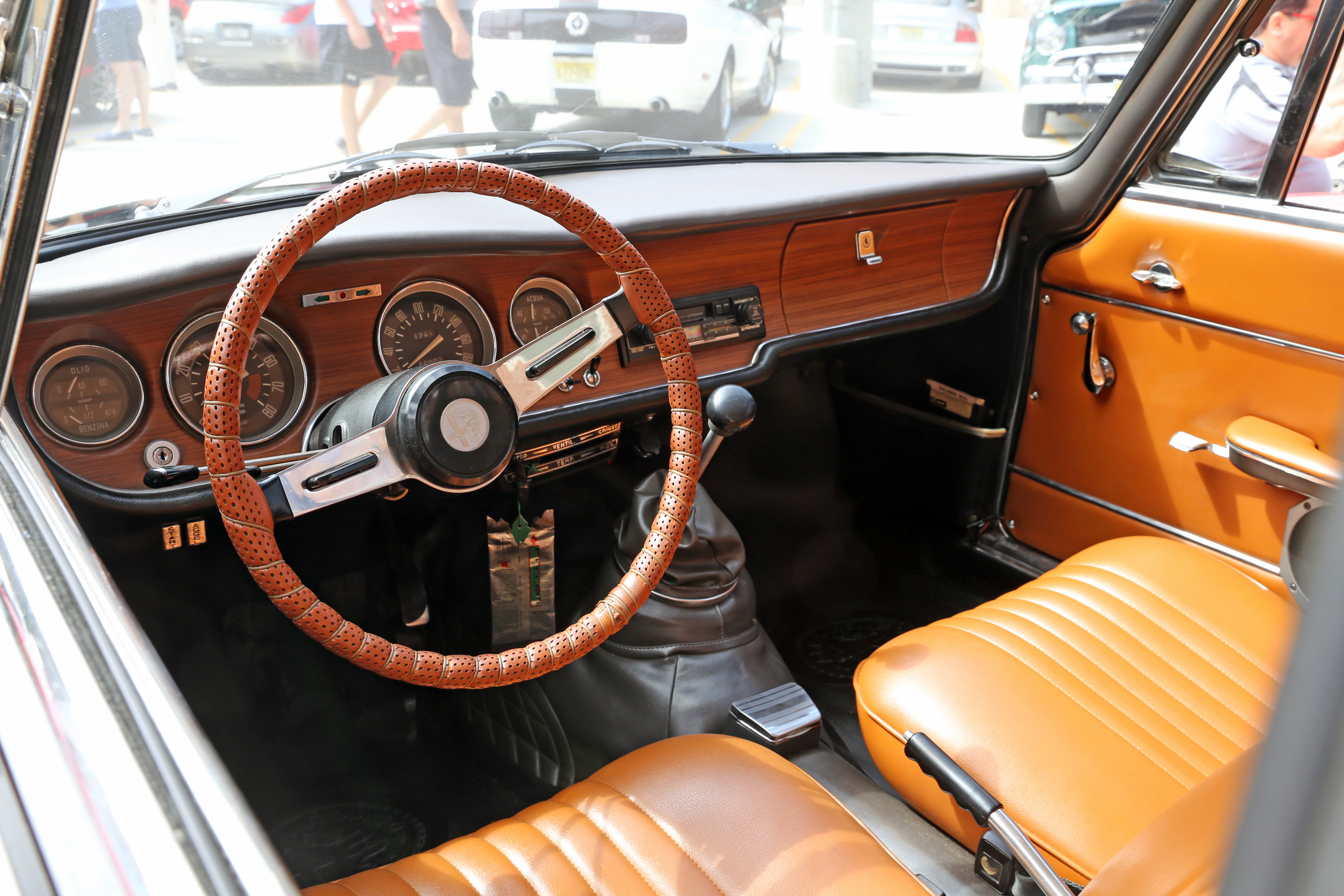
Interiér GT 1300 Junior: raná verze (1965–1968)

Spolu s modelem Giulia 1300 Ti se GT 1300 Junior stal průkopníkem použití kotoučových brzd ATE, které byly později instalovány i do dalších modelů. První výrobní série GT 1300 Junior neměla brzdové servo, to se stalo standardem od roku 1967.
V roce 1968 (souběžně s nahrazením modelu Giulia Sprint GT Veloce modelem 1750 GTV), došlo k řadě úprav také na modelu GT 1300 Junior, které byly převzaty právě z modelu 1750 GTV. Tyto změny zahrnovaly palubní desku, nové zavěšení a kola 5½ × 14J namísto dosavadních 4½ × 15J. Revidovaný GT 1300 Junior si však zachoval původní design karoserie s typickým předkem. Dalším zajímavým detailem je, že (stejně jako u 1750 GTV) byla přesunuta páčka pro otevření víka zavazadlového prostoru na levou stranu, bez ohledu na to, zda šlo o vůz s levostranným nebo pravostranným řízením.
V roce 1970 prošel model Junior druhým faceliftem a obdržel stejnou úpravu přední masky jako 1750 GTV, ale pouze se dvěma světlomety. Model pro rok 1972 dostal nová kola s odkrytými maticemi kol, podobně jako jsou na 2000 GTV. V tomto roce byl vedle GT 1300 Junior poprvé představen také níže popsaný model GT 1600 Junior se silnějším motorem. GT 1300 Junior se přestal vyvážet do Velké Británie, ale i nadále byl k dispozici na dalších trzích s pravostranným řízením.
Od roku 1974 byla výroba GT 1300 Junior a GT 1600 Junior racionalizována tím, že mnohem více komponent bylo sdíleno s modelem 2000 GTV. Současně oba modely Alfa Romeo GT Junior dostaly nové označení jako Alfa Romeo 1.3 GT Junior a Alfa Romeo 1.6 GT Junior, které bylo používáno až do ukončení jejich výroby.
Interní označení modelu Alfa Romeo GT 1300 Junior/Alfa Romeo 1.3 GT Junior:
- typ 105.30, 105.31 (model s pravostranným řízením)
- motory: 00530 (1965–1974), 00530/S (1974–1976)

## Alfa Romeo GT 1600 Junior
Alfa Romeo GT 1600 Junior byl představen v roce 1972, aby doplnil vůz Alfa Romeo GT 1300 Junior o model s větším a silnějším motorem a současně zaplnil mezeru mezi vozy řady Junior a modelem Alfa Romeo GT 2000 Veloce (který byl uveden na trh v roce 1971). Na britském trhu se potom model GT 1300 Junior přestal nabízet, ale na dalších trzích zůstaly v nabídce oba modely (GT 1300 Junior a GT 1600 Junior).
Motor, použitý v modelu Alfa Romeo GT 1600 Junior, je v podstatě stejný jako u vozu Alfa Romeo Giulia Sprint GTV, jehož výroba byla v té době již ukončena. Motor má i stejné typové číselné označení a objem 1570 cm³.
Od roku 1974 byla výroba GT 1300 Junior a GT 1600 Junior racionalizována tím, že mnohem více komponent bylo sdíleno s modelem 2000 GTV. Současně oba modely Alfa Romeo GT Junior dostaly nové označení jako Alfa Romeo 1.3 GT Junior a Alfa Romeo 1.6 GT Junior, které bylo používáno až do ukončení jejich výroby.
Mezi viditelné rozdíly exteriéru patří odlišné nárazníky, jiná úprava C sloupku, odlišné provedení zadních sdružených světel. Další odlišnosti se týkají mechanických komponent: menší přední brzdy a odlišné zpřevodování.
Interní označení modelu Alfa Romeo GT 1600 Junior/Alfa Romeo 1.6 GT Junior:
- typ 115.03 (1972–1974), 105.05 (model s pravostranným řízením), 115.34 (1974–1976)
- motory: 00536 (1972–1974), 00526/AS (1974–1976)

## Jiné modely Alfa Romeo série 105/115 Coupé
Výše popsané modely Alfa Romeo GT 1300 Junior a Alfa Romeo GT 1600 Junior bývají řazeny do skupiny interně označené Alfa Romeo série 105/115 Coupés. Do této skupiny patří přes 10 modelů, které mají některé společné charakteristiky (jedná se o dvoudveřové kupé příp. dvoudveřový kabriolet), ale současně jde o značně různorodou skupinu automobilů, včetně některých závodním modelů. Na jejich designu se také podílelo více osob a společností: Giorgetto Giugiaro z Bertone, Ercole Spada (Zagato) a také karosárna Carrozzeria Touring. Nejdéle se vyráběl právě model Alfa Romeo GT 1300 Junior (12 let: 1965–1976), některé modely se vyráběly jen 3 roky.
GT/GTV modely
- - Alfa Romeo Giulia Sprint GT: je dvoudveřové kupé s motorem 1.6, vyráběné 1963–1965 (21 902 kusů).
  - Alfa Romeo Giulia GTC: je dvoudveřový kabriolet také s motorem 1.6, vyráběný v letech 1964–1966, vyrobilo se jen 998 kusů.
  - Alfa Romeo Giulia Sprint GT Veloce je dvoudveřové kupé s motorem 1.6, které nahradilo výše uvedený model Giulia Sprint GT. Vyrábělo se v letech 1965–1968 (14 240 kusů).
  - Alfa Romeo 1750 GT Veloce (označované též 1750 GTV) je dvoudveřové kupé s motorem 1.8 (118 k/5500 ot.), vyráběné 1967–1971 (44 269 kusů). Poháněna byla zadní kola, motor byl uložen v přední části. Model 1750 GT Veloce nesl typové označení 105 (105. 44, 105. 45 pravostranné řízení a 105. 51 pro USA). Celkově bylo vyrobeno 41 790 vozů a 2 475 kusů pro USA.
  - Alfa Romeo 2000 GT Veloce (též 2000 GTV) s větším motorem 2.0 nahradila model 1750 GTV a vyráběla se v letech 1971–1976 (37 459 kusů). Oba modely měl čtyřmístnou dvoudveřovou karoserii typu kupé s pohonem zadních kol a motorem uloženým v přední části. Model 2000 GT Veloce (2000 GTV) nesl typové označení 105 (105. 21, 105. 22 pravostranné řízení a 115. 01 pro USA). Výkon motoru byl 132 k/5500 ot. Kromě objemu a výkonu motoru byly hlavní rozdíly mezi modely 1750 a 2000 v interiéru (přístrojová deska, přední sedadla), model 2000 GTV měl plně chromovanou masku s integrovaným srdcem, který nese znak AR. Navíc měl kola z lehkých slitin. Oba motory byly čtyřválcové DOHC s dvěma karburátory (Solex nebo Weber) a dvěma ventily na válec. Pokrokové byly potom kotoučové brzdy vpředu i vzadu a pětirychlostní převodovka. Oba vozy jsou často v Evropě slangově označovány jako Alfa Romeo Bertone Coupe (Bertonka), a to podle designového studia Bertone Stile, kde bylo toto sportovní kupé vytvořeno. Hlavním designérem vozu byl Giorgetto Giugiaro.

GT Junior modely
- - Alfa Romeo GT 1300 Junior a GT 1600 Junior jsou podrobně popsány výše.
  - Alfa Romeo Junior Z (1971–1972) a Alfa Romeo 1600 Junior Z (1972–76) bývají řazena též do skupiny GT Junior, ale jsou to designově i konstrukčně značně odlišná dvoudveřová kupé, navržená designerem Ercole Spada ze společnosti Zagato, vyráběná jen v omezených sériích (1117 kůsu Junior Z, 402 kusů 1600 Junior Z).

GTA modely
- - Alfa Romeo Guilia Sprint GTA je výkonné dvoudveřové kupé s odlehčenou konstrukcí (slitiny hliníku) a motorem 1.6, často používané i pro závody (tuning závodních verzích zajišťovala společnost Autodelta, vyráběné 1965–1969.
  - Alfa Romeo GTA 1300 Junior je dvoudveřové kupé s motorem 1.3 (nešlo však o standardní motor 1.3, ale upravenou verzi motoru 1.6), vyráběné 1968–1975 (tuning opět Autodelta).
  - Alfa Romeo 1750 GTAm/2000 GTAm nebyly nikdy vyráběny automobilkou Alfa Romeo, ale společností Autodelta, případně dalšími tuningovými společnostmi z komponent dodaných společností Autodelta.

## Fotogalerie

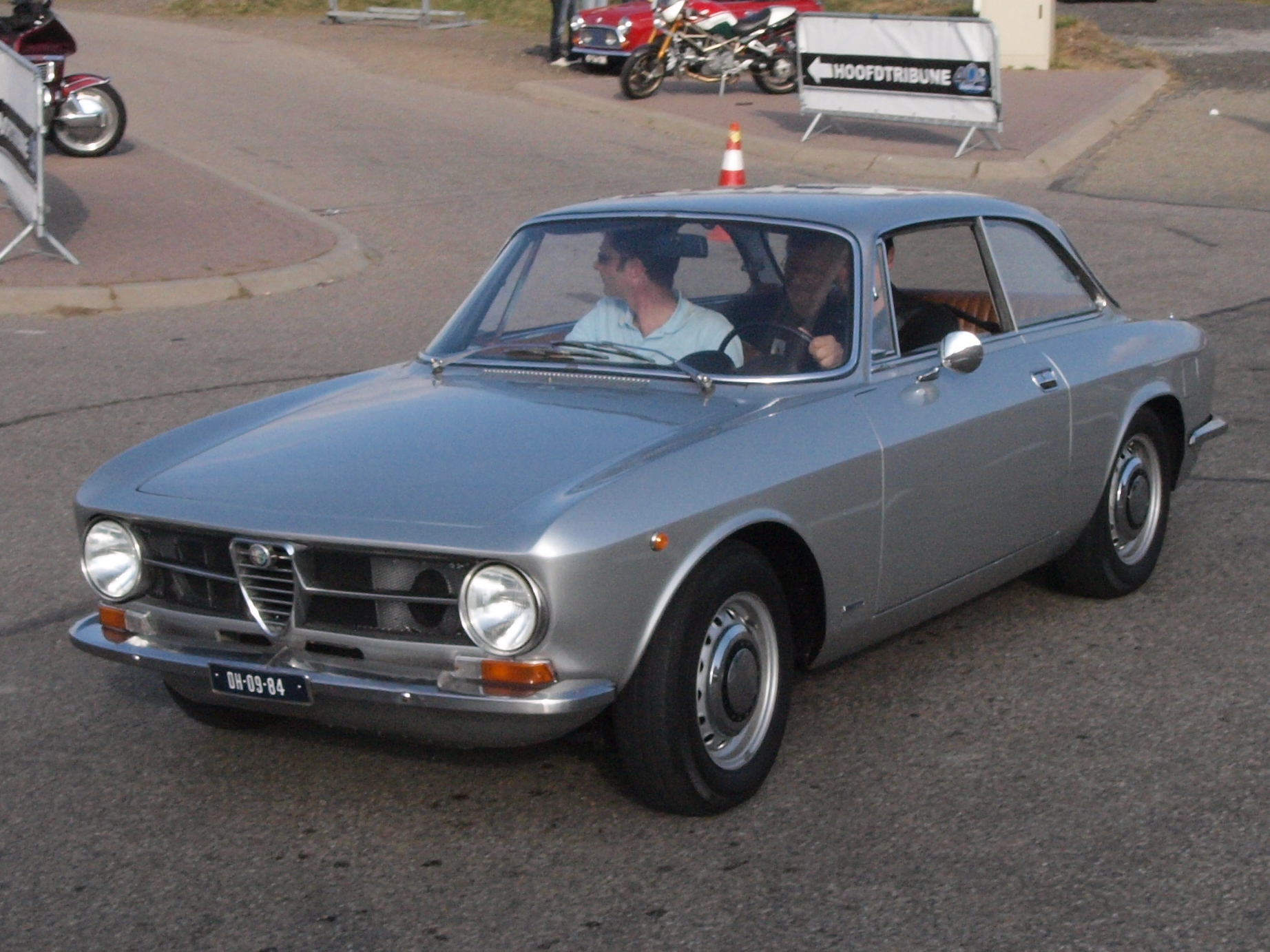
Alfa Romeo GT 1300 na Oldtimer Festival Zandvoort 2009, Nizozemí
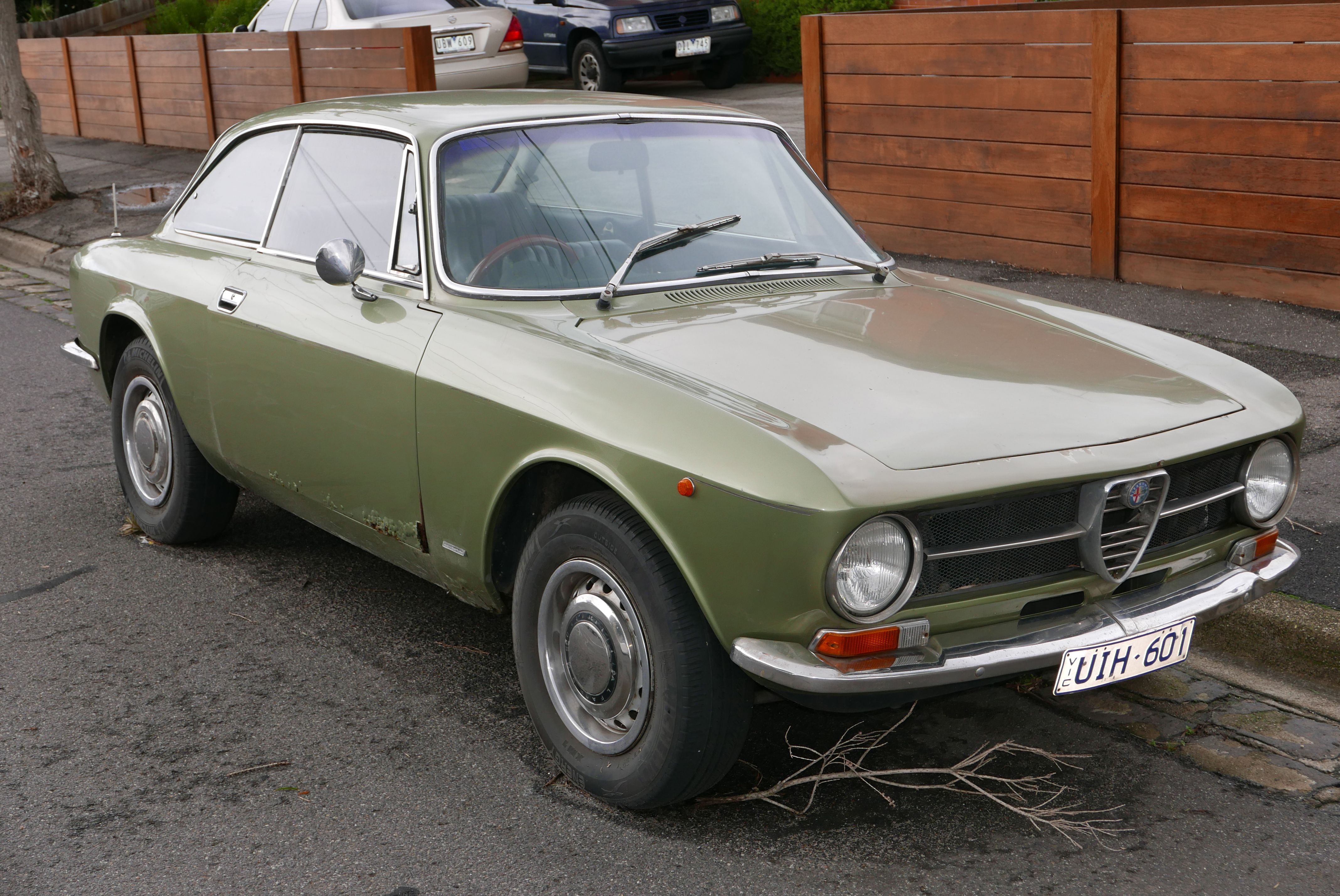
1973 Alfa Romeo 1600 GT Junior, Austrálie
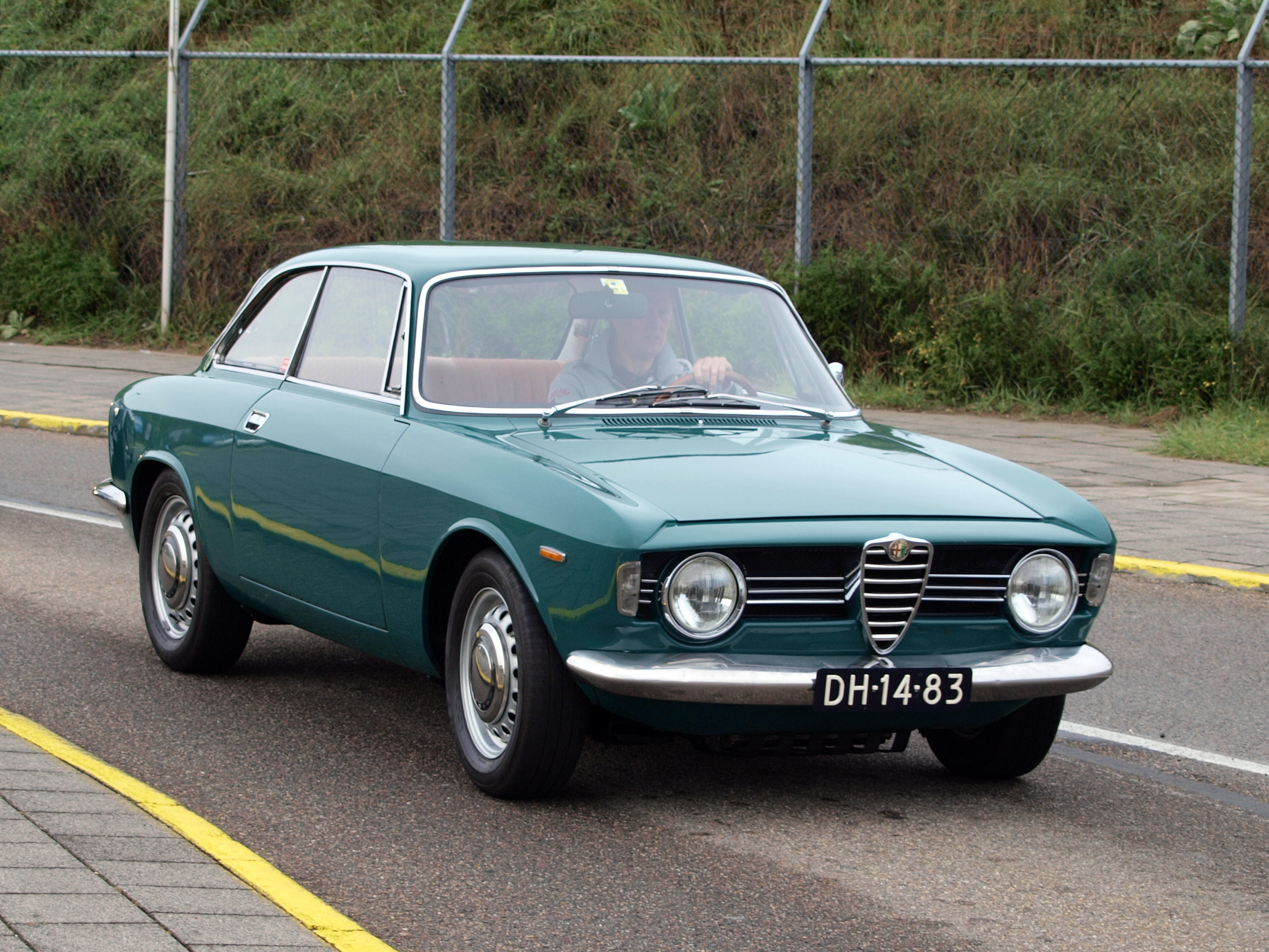
Alfa Romeo GT 1600 na Oldtimer Festival Zandvoort 2010, Nizozemí
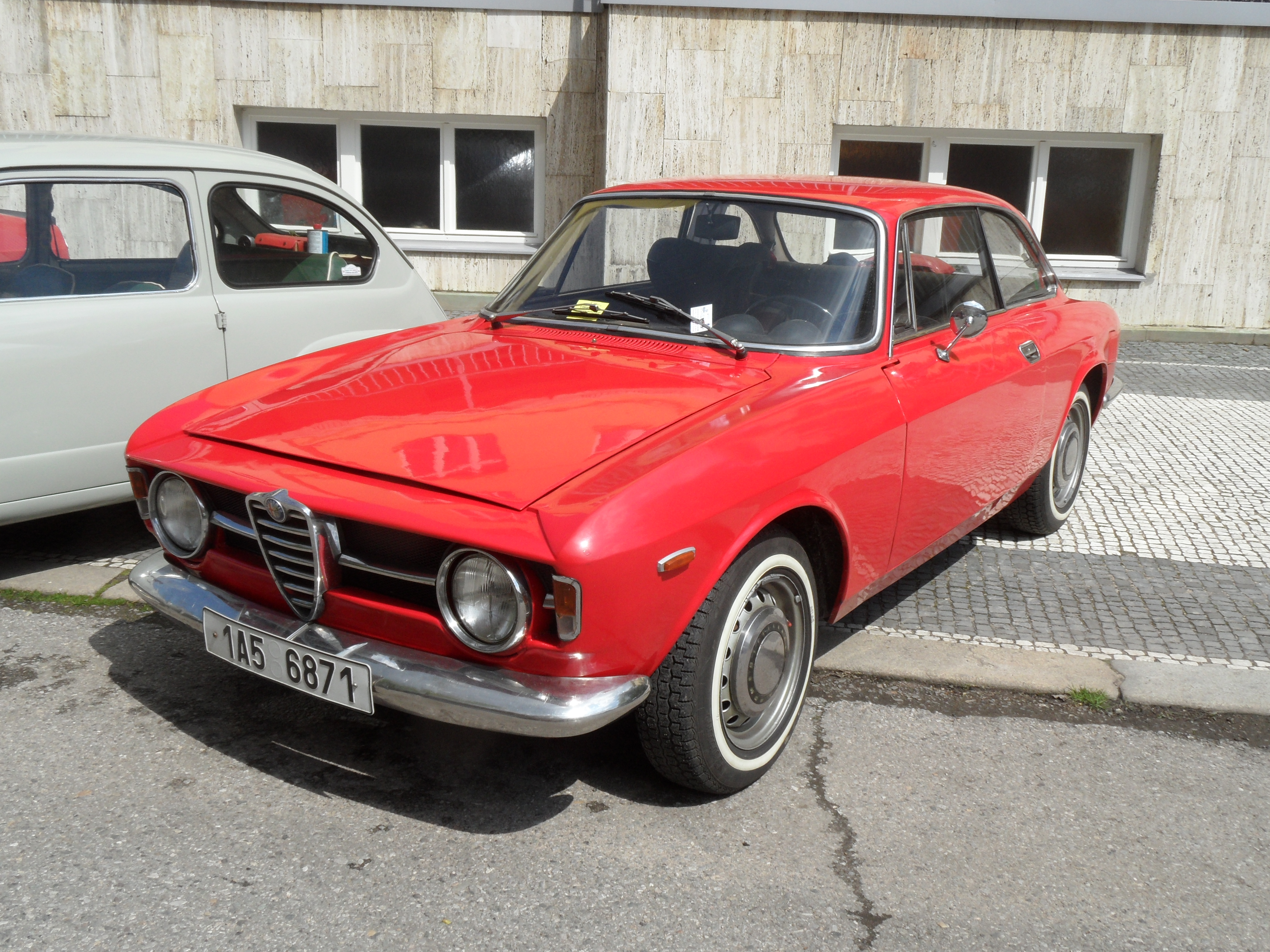
Alfa Romeo GT 1300 Junior na Setkání italských vozů Poděbrady 2017
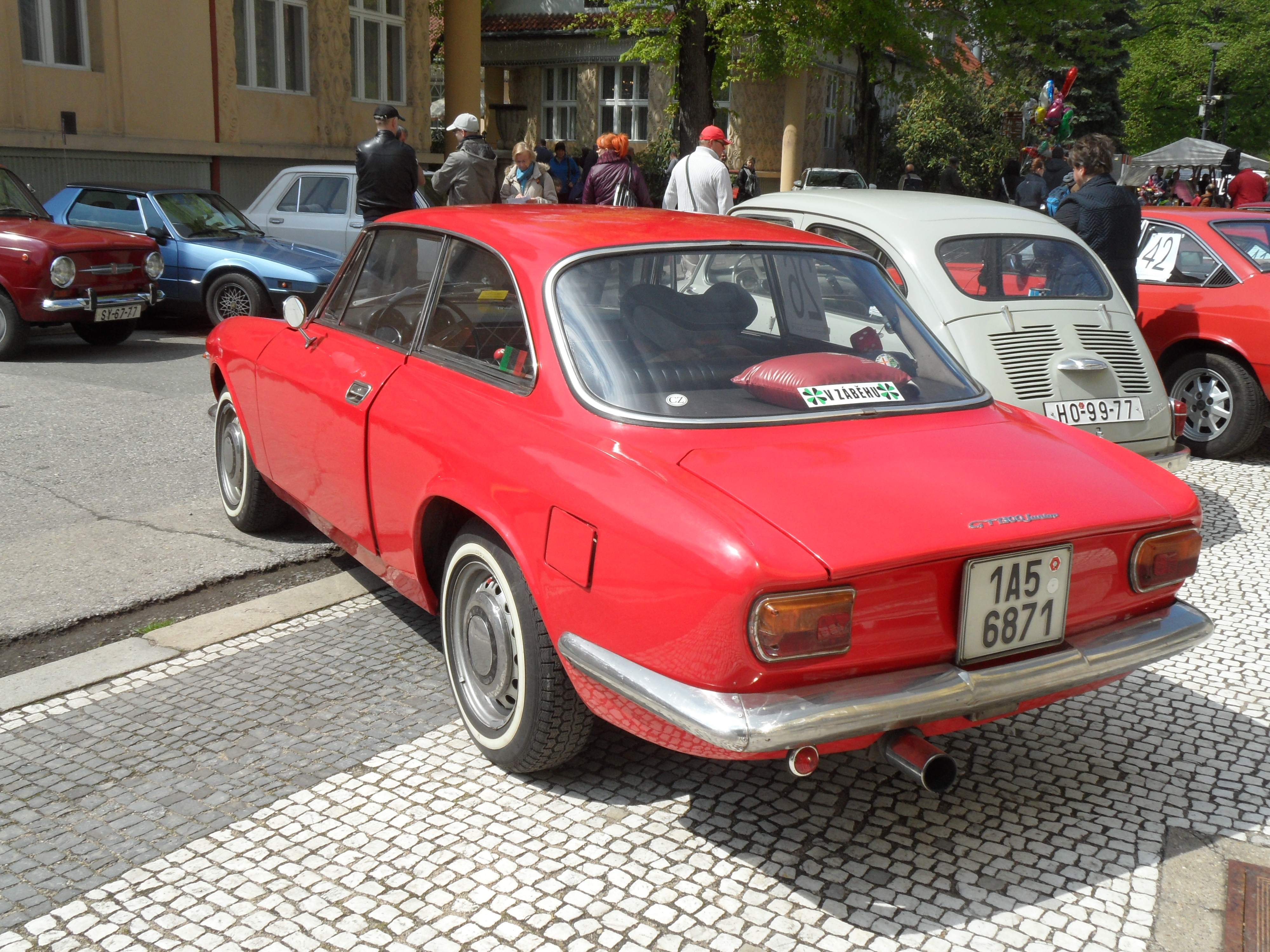
Alfa Romeo GT 1300 Junior na Setkání italských vozů Poděbrady 2017